# Демократическая партия (США)
Демократи́ческая па́ртия (англ. Democratic Party) — американская левоцентристская либеральная политическая партия, одна из двух крупнейших современных политических партий США, наряду с Республиканской партией. Является самой старой партией в США. Её неофициальный символ — осёл (символ упрямого преодоления препятствий и выносливости), неофициальный цвет — синий.
Начиная с 1930-х годов, партия занимает социально-либеральные, реформистские и прогрессивистские позиции, объединяя в своих рядах реформистов, прогрессивистов, современных либералов (в американском понимании) и центристов. В результате смещения Демократической партии в сторону велферизма, реформизма и прогрессивизма, произошедшего в 1930-х—1960-х годах, изменилась и география поддержки демократов. Если во второй половине XIX—первой половине XX века партия наибольшим влиянием пользовалась на юго-востоке США, в настоящее время она наиболее сильна на северо-востоке (Средне-Атлантические штаты и Новая Англия), в районе Великих озёр и на Тихоокеанском побережье (включая Гавайи), а также в крупных городах независимо от региона. По количеству зарегистрированных членов (в тех штатах, где разрешена или требуется регистрация по партийной принадлежности) Демократическая партия является крупнейшей партией в США и третьей по величине в мире.

## История
Основателями партии считаются Томас Джефферсон (третий президент США, хотя наследниками его Демократическо-республиканской партии считает себя и Республиканская партия (США), объявляющая себя Великой Старой партией), и затем, после её раскола и выделения республиканцев, Эндрю Джексон (седьмой президент США и первый президент США, избранный как кандидат от этой партии в 1828), а также Мартин ван Бюрен (восьмой президент США).
В 1828—1860 демократы доминировали на политической сцене США, иногда упуская власть в руки вигов. Партия выступала за низкие таможенные тарифы на импорт: в этом были заинтересованы финансовый и торговый капитал и иммигранты, ввозящие имущество. Первоначально партия была за сохранение рабства, отражая интересы Юга и переработчиков аграрной продукции Юга на Севере; её электоратом были сельские жители Юга, плантаторы, рабовладельцы, католики, иммигранты, влиятельные кланы и население южных штатов (Дикси); типичные примеры — Джеймс Полк, Фрэнклин Пирс, Джефферсон Дэвис, президент Конфедеративных Штатов Америки, противостоявших США в Гражданской войне 1861—1865.
Фракция демократов, непримиримая к политике Линкольна и выступавшая за немедленный мир с конфедератами, была известна как «медноголовые». Хотя многие демократы Севера поддерживали правительство Линкольна, после проигрыша в Гражданской войне почти 40 лет демократы были в упадке.
С начала Гражданской войны (1861) и вплоть до 1912 г. правящей партией практически всегда была основанная Авраамом Линкольном Республиканская партия (США); единственными политиками-демократами, избиравшимися в эти годы президентами были Эндрю Джонсон (1865—1869) и Гровер Кливленд (1885—1889 и 1893—1897). В конце XIX века находящаяся в оппозиции Демократическая партия критиковала высокие протекционистские таможенные тарифы и выступала за свободную чеканку серебряных монет. Наиболее ярким представителем партии в эти годы был У. Дж. Брайан.
В XX веке демократическая партия обрела второе дыхание и дала таких выдающихся президентов, как Вудро Вильсон, Франклин Рузвельт и Джон Кеннеди.
1960-е годы стали сложным временем для демократов, потерявших харизматических лидеров. В ноябре 1963 года был убит популярный президент США Джон Кеннеди, победивший на выборах 1960 года и много сделавший для ликвидации расовой дискриминации и улучшения отношений с СССР. Пришедший ему на смену однопартиец Линдон Джонсон не обладал нужными харизмой и популярностью. Кроме того, не добавляло ему популярности и вторжение США во Вьетнам. В июне 1968 года был убит брат покойного президента Кеннеди — Роберт Кеннеди, возглавлявший оппозицию политике Линдона Джонсона. Убийство второго из братьев Кеннеди ещё больше ослабило раздираемую противоречиями Демократическую партию, проигравшую на выборах 1968 года республиканцам.
В 1976 году президентом стал демократ Джимми Картер, но его политика не пользовалась большой популярностью среди населения. Более того, в 1980 году против него выступили его же однопартийцы во главе с братом Джона и Роберта Кеннеди Эдвардом. Несмотря на победу Картера во внутрипартийных праймериз, он проиграл на президентских выборах республиканцу Рональду Рейгану.
К концу XX века демократы и республиканцы практически поменялись электоратом. Долгое время демократическая партия пользовалась поддержкой бедного сельского населения Юга, явно или неявно выступала за расовое разделение. Но именно демократ Линдон Джонсон поставил эту форму дискриминации вне закона. Сейчас демократов поддерживают в основном крупные города США, густонаселённые приморские штаты с высокоразвитой экономикой. В наше время демократы поддерживают экономические реформы, увеличение расходов на социальные нужды, повышение налогов; высокотехнологичные отрасли экономики и борьбу с загрязнением окружающей среды, отказ от экономического протекционизма; сексуальные (с 1990-х годов), расовые меньшинства (ускоренную адаптацию мигрантов к реалиям США), женские организации; также поддержка планирования семьи и регуляторов рождаемости. Большинство демократов — противники запрета абортов и сторонники запрета смертной казни. Также они выступают за ограниченные вмешательства в экономические процессы и общественную жизнь внутри страны. Кроме того, они выступают за ограничение свободной торговли огнестрельным оружием в США.
Конец XX века и начало XXI века, несмотря на два президентских срока демократа Билла Клинтона в 1993—2001 гг. — это время преобладания республиканцев как в законодательных органах штатов, так и в Конгрессе. Исключением стали выборы в Конгресс США в 2006 году, когда демократы после длительного доминирования в конгрессе республиканцев вновь получили большинство и в Палате представителей, и в Сенате США и сохраняли его до промежуточных выборов 2012 года.

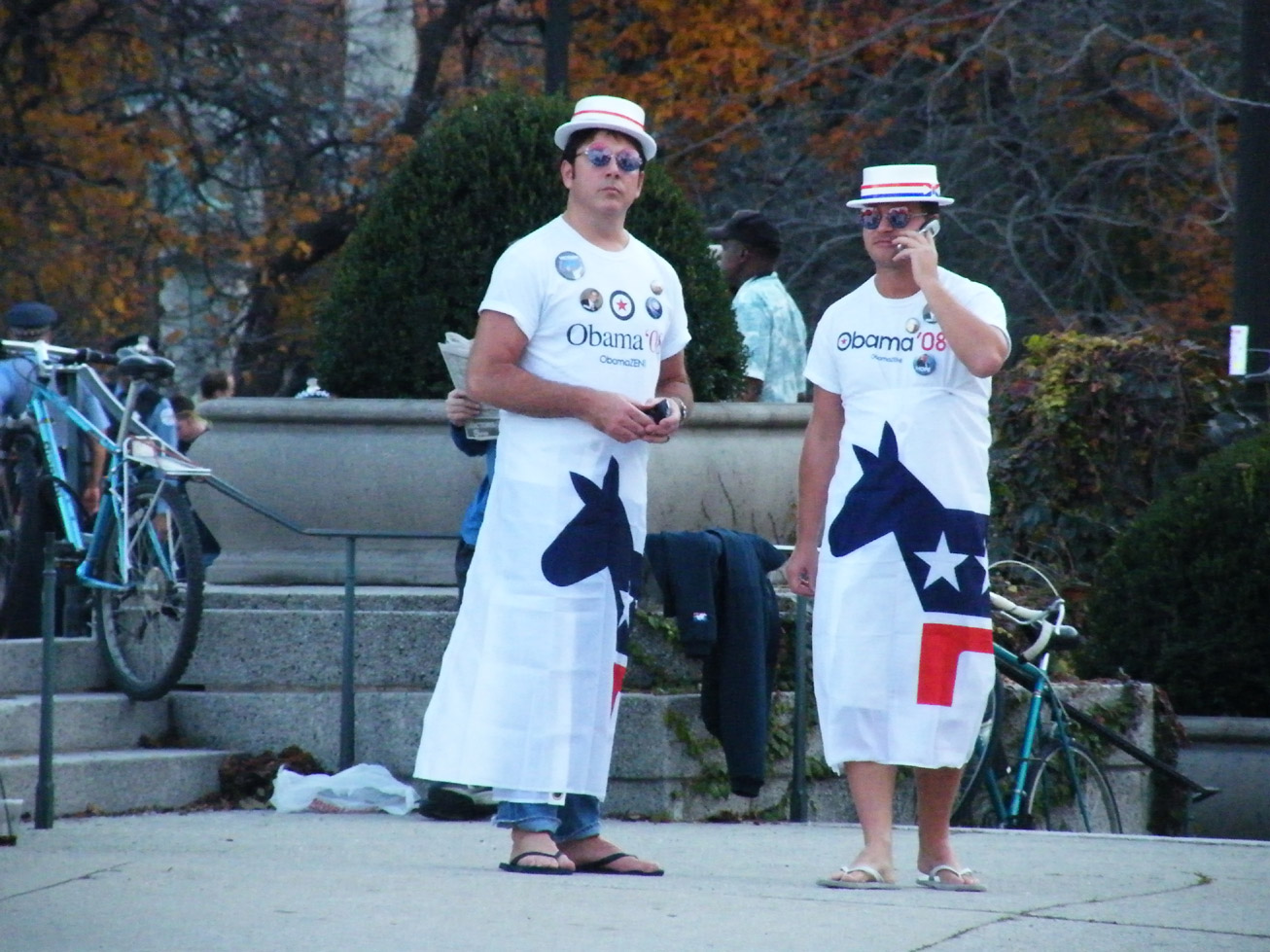
Сторонники Барака Обамы с изображением осла — традиционного символа демократов, 2008 год

На выборах 2008 года кандидат Демократической партии Барак Обама был избран президентом США. В этот же день прошли выборы в Палату представителей и (от некоторых штатов) в Сенат, где демократы упрочили большинство. Основная современная идеология — традиционный либерализм или социал-либерализм. Идеология демократов южных штатов (яркий пример их представителя — Билл Клинтон) более консервативна. Во внешней политике сторонники дипломатических диалогов и защиты прав человека, хотя администрации президентов от демократов неоднократно совершали и вооружённые интервенции, включая бомбардировки Ливии.
На президентских выборах 2020 года победил кандидат Демократической партии Джо Байден. Также демократы вернули себе большинство в сенате (51 место, включая вице-президента) и в Палате представителей.
Демократическая партия не имеет постоянного членства, принадлежность к ней определяется голосованием за её кандидатов на выборах. Партийный аппарат, состоящий из руководства и функционеров различных рангов, действующих в штатах, городах и графствах, составляет партию в собственном смысле слова. Один раз в четыре года созывается съезд партии, который избирает кандидатов на посты президента и вице-президента, а также принимает партийную программу (платформу), фактически ни к чему не обязывающую партийных руководителей. В период между съездами деятельность Демократической партии координирует Национальный комитет; большое влияние имеют партийные фракции в обеих палатах конгресса, а также местные партийные боссы. Неформальным лидером партии является президент (если партия стоит у власти), бывший президент либо кандидат на этот пост (если она находится в оппозиции).

### Периоды демократического большинства
В Сенате: 1912—1918, 1932—1946, 1948—1952, 1954—1980, 1986—1994, 2006—2014,2021—2024.
В Палате представителей: 1910—1916, 1930—1946, 1948—1952, 1954—1994, с 2006—2010.
Одновременно в обеих палатах Конгресса и в должности президента: 1912—1916, 1932—1946, 1948—1952, 1960—1968, 1976—1980, 1992—1994, 2008—2010, с 2020 года — по 2022 год.
Одновременно в обеих палатах Конгресса c 2/3 голосов и в должности президента: 1962—1964.
Во всех случаях указываются даты выборов, а не вступления в должность новоизбранных членов конгресса или президентов.

## Идеология
При учреждении Демократическая партия придерживалась идей аграризма и джексоновской демократии. Начиная с 1890-х годов в партии начинают усиливаться прогрессивные и либеральные тенденции (термин «либеральный» в этом смысле описывает скорее современный либерализм, нежели классический или экономический).
Исторически сложилось, что Демократическая партия представляла фермеров, рабочих, профсоюзы, религиозные и этнические меньшинства, выступая против нерегулируемого бизнеса и финансов, в поддержку прогрессивного налогообложения. Во внешней политике с 1913 до середины 1960-х годов доминирующей темой у демократов был интернационализм, включая интервенционизм. С начала 1930-х годов партия начала выступать за увеличение социальных расходов, ориентированных на бедных. В то же время внутри Демократической партии существовало финансово-консервативное крыло, выступавшее в защиту бизнеса, типичным примером которого являлись Гровер Кливленд и Эл Смит. Долгое время большим влиянием в партии пользовались южные демократы — так называемые диксикраты, стоявшие на расистских позициях. Впрочем, оно значительно сократилось после того как президент Линдон Джонсон поддержал Закон о гражданских правах 1964 года; многие консервативно и расистски настроенные южане перешли к республиканцам или в ультраправую Американскую независимую партию.
В первой половине XX века большое влияние на идеологию Демократической партии оказывали профсоюзы, пик влияния которых достиг максимума в 1936—1952 годах. Американская федерация труда — Конгресс производственных профсоюзов до сих пор связана с Демократической партией. С 1960-х годов неуклонно растёт влияние афроамериканского крыла, а начиная с 1970-х годов и движения в защиту окружающей среды, чьи идеи стали одним из основных компонентов идеологии Демократической партии.
Учёные-социологи, в том числе Теодор Каплоу, утверждают, что «Демократическая партия на национальном уровне сместилась из левого центра к центру в 1940-е и 1950-е, а затем двинулась дальше в сторону правого центра в 1970-х и 1980-х годов», в то время как Республиканская партия в эти же годы вначале переместилась из правого центра к центру, а затем вновь сместилась вправо.

### Либерализм

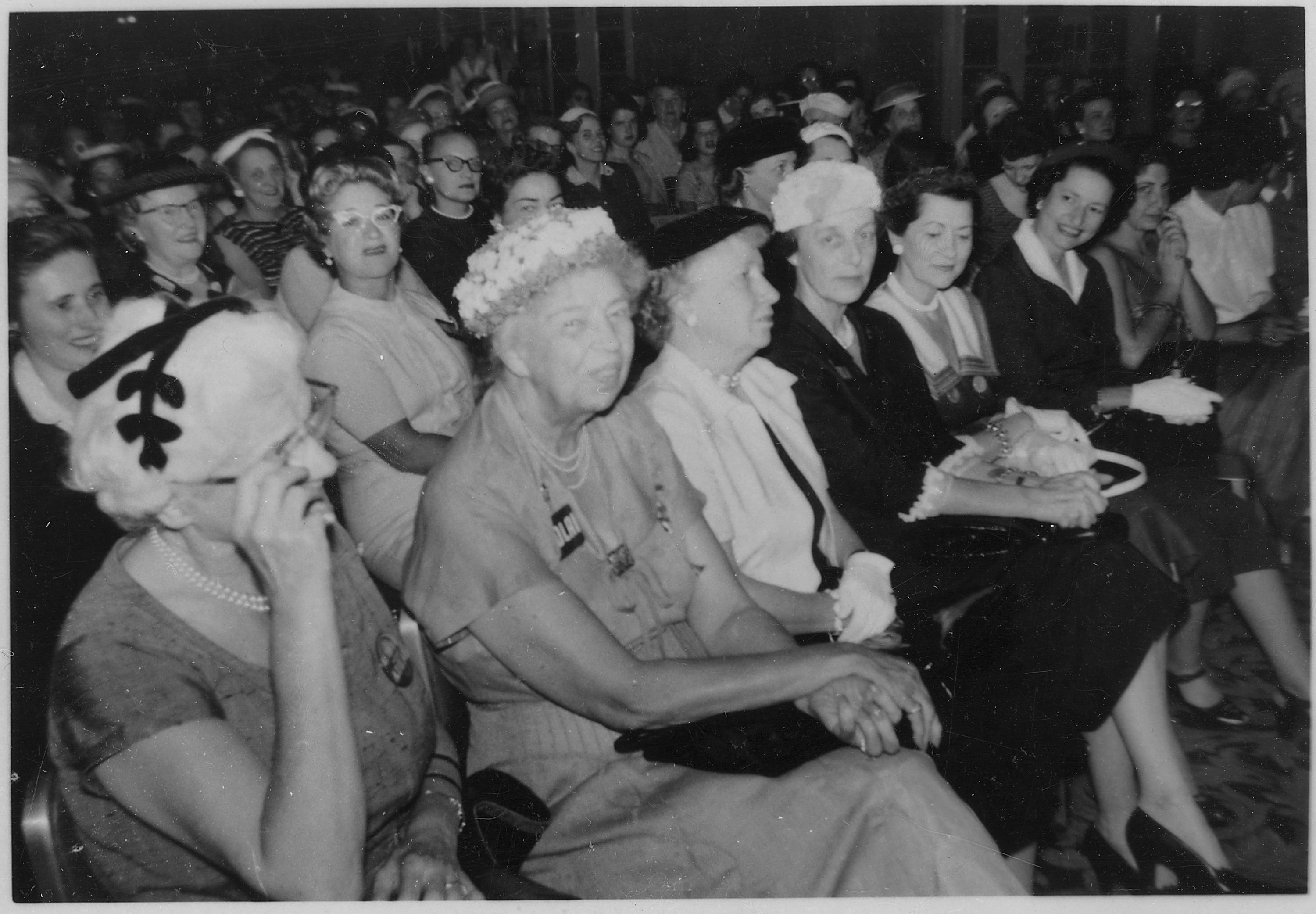
Элеонора Рузвельт на Национальном конвенте Демократической партии 1956 года в Чикаго

Большую часть избирателей Демократической партии составляют социальные либералы и прогрессивисты. Либералы являются важнейшей группой поддержки демократов. По результатам экзит-поллов выборов 2012 года либералы составляли 25 % избирателей, при этом 86 % американских либералов поддержали кандидата Демократической партии. Если до 1950-х годов белые воротнички, специалисты с высшим образованием, в основном голосовали за Республиканскую партию, то теперь они составляют важную часть электората Демократической партии.
Подавляющее большинство либералов поддерживает введение в США всеобщего здравоохранения, причём многие выступают за систему единого плательщика. Большинство также поддерживает исследования стволовых клеток, легализацию однополых браков (с 1990-х годов), более строгий контроль за оружием, законы по охране окружающей среды, сохранение права на аборт, а также предпочитают дипломатию военным действиям. Либералы считают иммиграцию и культурное разнообразие положительными явлениями, выступают за культурный плюрализм, систему при которой иммигранты, принимая американскую культуру, одновременно сохраняют свою родную культуру. Как правило, либералы поддерживают соглашения и организации свободной торговли, такие как Североамериканское соглашение о свободной торговле (НАФТА). Большинство либералов выступает против увеличения военных расходов и смешения церкви и государства.
Эта идеологическая группа отличается от традиционной для демократов базы — организованных рабочих. Согласно Pew Research Center, либералы самая образованная из всех групп избирателей в США и в большинстве своём имеют доход выше среднего. Также это была самая быстрорастущая групп избирателей в конце 1990-х и начале 2000-х годов. Либералы включают большую часть академических кругов США и значительную часть «белых воротничков».

### Прогрессивизм
Прогрессисты являются левой, во многом пропрофсоюзной фракцией в партии, давно и активно поддерживающей идеи регулирования бизнеса правительством, государственного стимулирования социального благосостояния и защиты прав рабочих. Многие прогрессивные демократы считают себя преемниками сенатора из Миннесоты Юджина Маккарти и сенатора из Южной Дакоты Джорджа Макговерна (кандидата в президенты от Демократический партии в 1972 году), считавшихся близкими к новым левым движениям (включая антивоенное); другие были соратниками губернатора штата Вермонт Говарда Дина, сенатора от того же штата, независимого политика и самопровозглашённого демократического социалиста Берни Сандерса, члена Палаты представителей США от Огайо Денниса Кусинича или сенатора Эдварда Кеннеди.
В 2014 году известный деятель прогрессивного крыла сенатор от Массачусетса Элизабет Уоррен опубликовала «Одиннадцать заповедей прогрессивизма» (англ. Eleven Commandments of Progressivism). К ним она причислила жёсткое регулирование корпораций, доступное образование, инвестиции в науку и защиту окружающей среды, сетевой нейтралитет, повышение заработной платы, равную оплату труда, право на коллективные переговоры, социальную защиту, равенство брака, иммиграционную реформу и всеобщий доступ к репродуктивному здравоохранению. Прогрессисты предлагают провести избирательную реформу, надеясь с её помощью покончить с политической коррупцией, в частности, изменить правила финансирования избирательных кампаний. Многие деятели прогрессивного крыла своим приоритетом считают борьбу против экономического неравенства. Как правило, прогрессистов и либералов считают единым целым, однако эти две группы различаются по целому ряду вопросов.

### Центр и умеренные
Хотя центристские и умеренные демократы различаются по ряду вопросов, они, как правило действуют вместе. В отличие от либералов и прогрессистов, они занимают более агрессивные позиции во внешней политике, имея склонность к интервенционистской политике и применению военной силы, в частности, поддержав в своё время войну в Ираке. В социально-экономических вопросах центристы и умеренные скорее ближе к экономическому либерализму, в том числе больше поддерживая свободную торговлю и в меньшей степени готовы увеличивать социальные расходы правительства. Один из самых влиятельных организаций центристов и умеренных был Совет демократического лидерства (англ. Democratic Leadership Council, DLC), главой которого некоторое время был президент Билл Клинтон. Совет был распущен в 2011 году, большая часть его членов примкнули к аналитическому центру «Третий путь». Центристские демократы, являющиеся членами Палаты представителей и Сената, входят в Коалицию новых демократов (англ. New Democrat Coalitions).

### Консерватизм
Исторически основу консервативного крыла Демократической партии составляли представители так называемого «Твёрдого Юга», именуемые Южными демократами. В прошлом они, как правило, были гораздо более консервативными, чем консервативные демократы сейчас. Ситуация на консервативном фланге юга изменилась после начала борьбы против расовой сегрегации в США, поддержанной большей частью демократов, многие консерваторы покинули партию, перейдя к республиканцам. Демократическая партия пережила несколько расколов, вызванных нежеланием южан признавать равенство прав чёрных и белых. Но и после этого консервативные демократы («демократы только в названии»), действуя как единый блок, пользовались довольно большим влиянием, имея возможности по изменению законодательства, в том числе при поддержке конгресменов-республиканцев. Ныне большая часть конгрессменов из числа консервативных демократов, преимущественно фискальных и умеренных консерваторов, входят в Коалицию синей собаки (англ. Blue Dog Coalition).

## Внутрипартийные фракции
Основными фракциями в Демократической партии являются:
Правоцентристские фракции
- Консервативное крыло (Демократы синей собаки) — придерживаются умеренно-консервативных взглядов.
- Либертарианское крыло — придерживаются окололибертарианских взглядов.

Центристская фракция
- Умеренное крыло[англ.] — самое влиятельное течение в партии, занимающее позицию между либеральным флангом и консервативным крылом, состоящее из демократов-центристов, которые описывают свою программу как «за экономический рост», «за инновации» и «финансовую ответственность»[29].

Левоцентристские фракции
- Либеральное крыло — объединяет сторонников доминирующей в США версии либерализма, которая сочетает в себе идеи гражданской свободы и равенства с поддержкой социальной справедливости и смешанной экономики.
- Прогрессивистское крыло — объединяет «новых левых», популистов, феминистов, энвайронменталистов, борцов за права сексуальных меньшинств и прочих[30].

Левые фракции
- Социал-демократическое[англ.] и демократическое социалистическое крыло.

### Электорат демократов
Летом 2017 года непартийный аналитический центр Pew Research Center провёл масштабное исследование «Political Typology Reveals Deep Fissures on the Right and Left». Исследователи определили, что большая часть электората Демократической партии состоит из четырех больших групп избирателей:
- религиозные и разные (англ. Devout and Diverse) — 9 % взрослого населения, 9 % зарегистрированных избирателей и 6 % активных избирателей, из них 47 % демократы и 12 % склоняются к Демократической партии, 27 % республиканцы или близки к ним
- недовольные демократы (англ. Disaffected Democrats) — 14 % взрослого населения, 14 % зарегистрированных избирателей и 11 % активных избирателей, из них 53 % демократы и 32 % склоняются к Демократической партии, 2 % республиканцы или близки к ним
- перспективные демократы (англ. Opportunity Democrats) — 12 % взрослого населения, 12 % зарегистрированных избирателей и 13 % активных избирателей, из них 45 % демократы и 34 % склоняются к Демократической партии, 15 % республиканцы или близки к ним
- твёрдые либералы (англ. solid liberals) — 16 % взрослого населения, 19 % зарегистрированных избирателей и 25 % активных избирателей, из них 64 % демократы и 35 % склоняются к Демократической партии, республиканцев нет

Религиозные и разные — разнообразная в расовом и этническом отношении группа, отличается от других типологических групп довольно высокой политической неоднородностью. Религиозные и разные решительно поддерживают меры социальной защиты и дальнейшие действия по достижению расового равенства. Придерживаются наиболее консервативных взглядов по сравнению с другими демократическими группами, по ряду вопросов, включая глобальное участие США, взгляды на бизнес и отношение к гомосексуальности и иммигрантам. Большинство группы считает, что необходимо верить в Бога, чтобы быть нравственными и иметь хорошие ценности. Большинство не одобряет работу Дональда Трампа. 40 % участников группы считают себя консерваторами. Отличаются от всех остальных групп наименьшей вовлечённостью в политику. 44 % группы — неиспаноязычные белые, около 30 % — черные, 16 % — латиноамериканцы, 7 % — представители другой расы (включая азиатов или коренных американцев) или смешанной расы. Только 15 % имеют высшее образование, и лишь около трети удовлетворены своим финансовым положением. Самая старая из демократических групп: 60 % — 50 лет и старше. 41 % посещают религиозные службы не реже одного раза в неделю, что является самой высокой долей среди групп демократов. Только 35 % делали инвестиции в фондовый рынок. Отличаются повышенной долей курильщиков.
Недовольные демократы — твёрдо убеждены в несправедливости экономической системы, которая отдаёт предпочтение богатым и что бизнес-корпорации получают слишком много прибыли. Относительно немногие считают, что их семья достигла «американской мечты», а 24 % считают, что это недостижимо для их семьи. Большинство полагает, что правительство должно делать больше, чтобы помочь нуждающимся и что бедным людям тяжело жить, потому что государственных пособий недостаточно. В отличие от других групп демократов, 63 % характеризует правительство как «почти всегда расточительное и неэффективное». 91 % не одобряют работу Дональда Трампа. 41 % — неиспаноязычные белые. «Недовольным демократам» — наряду с «религиозными и разными» — будет труднее, чем другим типологическим группам, если придётся жить на свои сбережения. Мобильность невысока: 55 % всю жизнь провели в своём местном сообществе или рядом с ним. 58 % высоко оценивают волонтёрство.
Перспективные демократы — занимают либеральные позиции по большинству вопросов, включая окружающую среду, иммиграцию и гомосексуальность. Отличаются от других демократических групп твёрдой убеждённостью в том, что для большинства людей достаточно работать, чтобы продвинуться вперёд, и несколько реже видят структурные барьеры, с которыми сталкиваются чернокожие и женщины. Поддерживают активную политику США за рубежом и участие в глобальных рынках. Среди демократических групп наиболее склонны описывать свои взгляды как умеренные: 46 % считают себя умеренными, 32 % — либералами, 21 % — консерваторами. 86 % не одобряют работу Трампа. 57 % белые неиспаноязычные, 14 % чёрные и 20 % испаноязычные. 34 % — выпускники колледжей, ещё 30 % имеют опыт обучения в колледже. Относятся к наиболее финансово удовлетворённым типологическим группам: 66 % удовлетворены тем, как идут их дела в финансовом отношении. 79 % удовлетворены тем, как идут дела в их местных сообществах. У них чаще, чем у других групп, есть друзья, не разделяющие их партийной принадлежности. У большинства есть действующий паспорт США и инвестиции в фондовый рынок.
Твёрдые либералы — высокообразованные и политически активные, последовательно придерживаются либеральных ценностей. Поддерживают сильную роль правительства и решительно выступают за систему социальной защиты. Подавляющее большинство считает нынешнюю экономическую систему несправедливой и рассматривает экономическое неравенство как серьёзную проблему. В целом положительно относятся к иммигрантам, 99 % считают, что открытость для людей со всего мира является неотъемлемой частью национальной идентичности США. Большинство считает необходимым бороться за устранения расовой и гендерной дискриминации. Считают, что гомосексуальность должен приниматься обществом и поддерживают однополые браки. Самая вовлечённая в политику типологическая группа: 89 % голосуют всегда или почти всегда, для 97 % очень важно, какая партия получит контроль над Конгрессом. 97 % категорически не одобряют работу Дональда Трампа, 91 % не согласны с Трампом по всем или почти по всем вопросам. 71 % идентифицируют себя как либералы. Наиболее образованные из типологических групп, 57 % — выпускники колледжей и 29 % имеют учёную степень. 73 % — белые неиспаноязычные, 59 % — женщины. В большинстве финансово удовлетворены. Предпочитают жить в городских районах. 72 % говорят, что им очень нравится ходить в музеи, а 75 % считают, что артисты и художники вносят большой вклад в жизнь общества — самые высокие доли среди типологических групп. Только 15 % посещают религиозные службы еженедельно или чаще, что является самым низким показателем среди всех типологических групп.

## Президенты США от Демократической партии
| №  | №  | Фото | Президент                    | Начало срока   | Конец срока    | Вице-президент                                           | Продолжительность президентства (в днях) | Причина окончания срока |
| -- | -- | ---- | ---------------------------- | -------------- | -------------- | -------------------------------------------------------- | ---------------------------------------- | ----------------------- |
| 1  | 7  |      | Эндрю Джексон                | 4 марта 1829   | 4 марта 1837   | Джон Колдуэлл Кэлхун Должность вакантна Мартин Ван Бюрен | 2922                                     | Отказ переизбираться    |
| 2  | 8  |      | Мартин Ван Бюрен             | 4 марта 1837   | 4 марта 1841   | Ричард Джонсон                                           | 1461                                     | Поражение на выборах    |
| 3  | 11 |      | Джеймс Нокс Полк             | 4 марта 1845   | 4 марта 1849   | Джордж Даллас                                            | 1461                                     | Отказ переизбираться    |
| 4  | 14 |      | Франклин Пирс                | 4 марта 1853   | 4 марта 1857   | Уильям Кинг Должность вакантна                           | 1461                                     | Отказ партии            |
| 5  | 15 |      | Джеймс Бьюкенен              | 4 марта 1857   | 4 марта 1861   | Джон Брекинридж                                          | 1461                                     | Отказ переизбираться    |
| 6  | 17 |      | Эндрю Джонсон                | 15 апреля 1865 | 4 марта 1869   | Должность вакантна                                       | 1419                                     | Отказ баллотироваться   |
| 7  | 22 |      | Гровер Кливленд              | 4 марта 1885   | 4 марта 1889   | Томас Хендрикс Должность вакантна                        | 1461                                     | Поражение на выборах    |
| 8  | 24 |      | Гровер Кливленд (второй раз) | 4 марта 1893   | 4 марта 1897   | Эдлай Стивенсон                                          | 1461                                     | Отказ переизбираться    |
| 9  | 28 |      | Вудро Вильсон                | 4 марта 1913   | 4 марта 1921   | Томас Маршалл                                            | 2922                                     | Отказ переизбираться    |
| 10 | 32 |      | Франклин Рузвельт            | 4 марта 1933   | 12 апреля 1945 | Джон Нэнс Гарнер Генри Уоллес Гарри Трумэн               | 4422                                     | Умер                    |
| 11 | 33 |      | Гарри Трумэн                 | 12 апреля 1945 | 20 января 1953 | Должность вакантна Олбен Баркли                          | 2840                                     | Отказ баллотироваться   |
| 12 | 35 |      | Джон Кеннеди                 | 20 января 1961 | 22 ноября 1963 | Линдон Джонсон                                           | 1036                                     | Убит                    |
| 13 | 36 |      | Линдон Джонсон               | 22 ноября 1963 | 20 января 1969 | Должность вакантна Хьюберт Хамфри                        | 1886                                     | Отказ переизбираться    |
| 14 | 39 |      | Джимми Картер                | 20 января 1977 | 20 января 1981 | Уолтер Мондейл                                           | 1461                                     | Поражение на выборах    |
| 15 | 42 |      | Билл Клинтон                 | 20 января 1993 | 20 января 2001 | Эл Гор                                                   | 2922                                     | Два срока               |
| 16 | 44 |      | Барак Обама                  | 20 января 2009 | 20 января 2017 | Джо Байден                                               | 2922                                     | Два срока               |
| 17 | 46 |      | Джо Байден                   | 20 января 2021 | 20 января 2025 | Камала Харрис                                            | 1461                                     | Отказ переизбираться    |

1. ↑  Избран как кандидат Национального союза
2. ↑  Избран как вице-президент, президентом стал после убийства президента-республиканца Авраама Линкольна